# 姫路市立城東小学校
姫路市立城東小学校（ひめじしりつ じょうとうしょうがっこう）は、兵庫県姫路市城東町竹之門に所在する公立小学校。

## 沿革
出典
- 1876年（明治09年） - 媛山学校他を合併し、城東小学校を設立。
- 1879年（明治12年） - 飾磨郡模範学校と改称。
- 1886年（明治19年） - 県令により第一番区城東尋常小学校と改称。
- 1889年（明治22年） - 姫路市立城東尋常小学校と改称。
- 1908年（明治41年） - 6ヵ年義務教育実施により姫路市立城東尋常高等小学校と改称（男子のみ）。
- 1910年（明治43年） - 現在地に新校舎竣工。
- 1919年（大正08年） - 「五三の桐」に「城東」の二文字を入れた校章を制定。
- 1923年（大正12年） - 創立50周年記念式典挙行。
- 1933年（昭和08年） - 校歌制定。同年、創立60周年記念式典挙行。
- 1941年（昭和16年） - 国民学校令により、姫路市立城東国民学校と改称。
- 1945年（昭和20年）6月22日 - 10時頃、川西航空機姫路工場の爆撃と同時に校舎が全焼した。戦災後、京口地蔵他数か所にて分散学習を実施し、終戦後、元歩兵十聯隊後倉庫を借用し仮校舎とした。
- 1946年（昭和21年） - 国民学校令廃止に伴い、姫路市立城東小学校と改称。
- 1947年（昭和22年） - 学制改革により男女共学となる。同年、姫路市立城東幼稚園を併設。
- 1948年（昭和23年） - 戦災復興第一期工事として3棟10教室を竣工。
- 1950年（昭和25年） - 復興第二期工事として2階建て6教室および平屋1棟2教室を竣工。
- 1951年（昭和26年） - 1教室を増設。
- 1954年（昭和29年） - 本館新築し、校相が整った。
- 1956年（昭和31年） - 2階建て2教室増築。給食室、用務員室、宿直室を新築。
- 1960年（昭和35年） - 2階建て2教室増築。
- 1962年（昭和37年） - 講堂新築。
- 1966年（昭和41年） - 城東児童公園にプール竣工。
- 1972年（昭和47年） - 8教室を竣工。
- 1973年（昭和48年） - 4教室増築。同年、開校100周年記念式典挙行。
- 1974年（昭和49年） - 運動場に水洗便所設置。プール内部塗装・金網取替。鉄筋校舎第3期工事。
- 1975年（昭和50年） - 12教室完成。
- 1977年（昭和52年） - 鉄筋校舎第4期工事、4階建普通教室3・保健室を建設。
- 1978年（昭和53年） - 体育館内部改装工事。
- 1980年（昭和55年） - 鉄筋校舎第5期工事、4階建普通教室3・玄関・職員室・事務室・図書室完成。
- 1981年（昭和56年） - 鉄筋校舎第6期工事、4階建普通教室3・図工室・視聴覚室・放送室建設。
- 1982年（昭和57年） - 屋内運動場解体工事。同年、竣工、竣工式挙行。
- 1984年（昭和59年） - プール解体。同年、竣工。
- 1985年（昭和60年） - 南館排水溝・漏水修理。
- 1988年（昭和63年） - 雲梯付登り棒設置。西蒲全面改修。作法室完成。
- 1989年（平成元年） - 運動場南フェンス、生垣完成。
- 1991年（平成3年） - 校門北側塀白壁改修。
- 1992年（平成4年） - 運動場全面改修。飼育小屋完成。
- 1993年（平成5年） - 創立120周年記念式典。中庭インターロッキング完成。
- 1997年（平成9年） - 東館全面改修、ランチルーム完成。
- 1998年（平成10年） - コンピューター室完成。
- 2000年（平成12年） - プールサイドクッションマット取り付け、緑化整備、給食室ドライ化、北壁ブロック塀フェンス化、老朽危険遊具撤去、城東公園通用門新設。ミレニアム・ネットデイ実施し、ミレニアムネットデイ開通式挙行。
- 2001年（平成13年） - クラブハウス南ブロックフェンス化、遊具新設（低鉄棒、サッカーゴール、バスケットゴール、ブランコ、ジャングルジム、すべり台)　南館西外手洗い場改修、登り棒新設、体育館入り口スロープ工事、正門改修工事、正門・体育館北側学習園の整備。樹木の植栽。
- 2002年（平成14年） - 障害児学級教室改修工事。
- 2003年（平成15年） - 高鉄棒新設、タイヤ遊具移設。南校舎大規模改修工事竣工。
- 2004年（平成16年） - 体育館北・家庭科室東側街灯設置。通用門インターホン・防犯センサー設置。
- 2005年（平成17年） - 土壁改修集中下足箱西・運動場東側北側インターロッキング設置。
- 2006年（平成18年） - 学童保育2教室改修。
- 2007年（平成19年） - 西館階段、南館非常階段手すり設置。各棟廊下にインターホン設置。北門周辺全面フェンス化。
- 2008年（平成20年） - 給食室渡り廊下雨よけ屋根設置。東館4階屋根裏部改修。西館4階天井部分改修屋上防水工事、体育館天井部漏水工事。
- 2013年（平成25年） - 体育館床改修工事、プール塗装・プールサイドクッションマット改修。
- 2014年（平成26年） - 東館屋上防水工事。
- 2015年（平成27年） - 運動場西側フェンス工事。
- 2016年（平成28年） - 屋内運動場全面改修工事竣工。
- 2018年（平成30年） - 白壁一部補強工事、一部撤去・仮フェンス設置。普通教室の大型ディスプレイ更新し、特別教室全室に大型液晶テレビ配置。
- 2019年（令和元年） - 普通教室にエアコン設置。タブレット更新し、さらに10台から21台に増設。

## 通学区域
- 下寺町、大黒壱丁町の一部、国府寺町、天神町、京口町、城東町、城東町竹之門、城城町京口台(東小学校校区を除く。)、城東町清水(東小学校校区を除く。)、城東町中河原、城東町野田、城東町毘沙門、城東町五軒屋、五軒邸一丁目、五軒邸二丁目、五軒邸三丁目、五軒邸四丁目、同心町の一部、神屋町、神屋町二丁目、神屋町三丁目、神屋町四丁目、神屋町五丁目、睦町、坂田町の一部[2]

※卒業後は基本的に姫路市立東光中学校に進学する。

## 周辺
- 城東公園 - 敷地が隣接
- スポーツクラブ21城東 - 敷地が隣接
- 姫路市立城東公民館 - 姫路市道をはさんで敷地が隣接
- 特別養護老人ホームライフサポートひめじ - 姫路市道をはさんで敷地が隣接
- JR播但線京口駅
- ニッケゴルフ倶楽部 - JR播但線をはさんだ場所にある
- 国道372号
- 姫路市立東光中学校 - 外堀川をはさんで敷地が隣接

## アクセス
- JR播但線京口駅から、徒歩約415m・約7分。
- 神姫バス「五軒邸」バス停から、徒歩約360m・約6分。

## 通学区域が隣接している学校
- 姫路市立東小学校
- 姫路市立水上小学校
- 姫路市立野里小学校
- 姫路市立白鷺小中学校
- 姫路市立城陽小学校